# Josiah Ritchie
Major Josiah George Ritchie (* 18. Oktober 1870 in Westminster; † 28. Februar 1955 in Ashford) war ein britischer Tennisspieler.

## Leben
Ritchie lernte Tennis auf dem familieneigenen Platz in Putney, aber konzentrierte sich zeitgleich auch auf andere Sportarten. Erst 1892 nahm er Tennis ernster und von 1894 an nahm er regelmäßig an Tennisturnieren teil.
Relativ spät in seiner Karriere konnte er die größten Erfolge erreichen.
1908 wurde er Olympiasieger im Herreneinzel auf Rasen, als er im Finale den Deutschen Otto Froitzheim mit 7:5, 6:3 und 6:4 besiegte. Im gesamten Turnierverlauf gab er keinen Satz ab. Außerdem gewann er mit James Parke im Herrendoppel die Silbermedaille ebenfalls auf Rasen. In der Halle gewann er kampflos Bronze, im Doppel in der Halle scheiterte er mit Lionel Escombe im Spiel um Bronze an den Schweden Wollmar Boström und Gunnar Setterwall. Somit hat er jede Platzierung von 1. bis 4. einmal erreicht.
In Wimbledon konnte er 1908 und 1910 mit Anthony Wilding im Herrendoppel siegen, ein Einzelsieg blieb ihm jedoch verwehrt; 1909 unterlag Ritchie im Finale Arthur Gore. Von 1902, 1903 und 1904 stand er außerdem jeweils im Einzelfinale. Daneben gewann Ritchie fünfmal die deutschen und einmal die irischen Meisterschaften. Noch 1920 im Alter von 50 Jahren konnte Ritchie bei den Tennis-Hallenweltmeisterschaften das Halbfinale erreichen.

## Titel

### Einzel
| Nr. | Datum | Turnier                  | Finalgegner            | Ergebnis                |
| --- | ----- | ------------------------ | ---------------------- | ----------------------- |
| 1.  | 1903  | Deutsche Meisterschaften | John Mason Flavelle    | 2:6, 4:6, 6:4, 7:5, 6:2 |
| 2.  | 1904  | Deutsche Meisterschaften | Kurt von Wessely       | 6:4, 6:0, 10:8          |
| 3.  | 1905  | Deutsche Meisterschaften | Anthony Wilding        | 8:6, 7:5, 8:6           |
| 4.  | 1906  | Deutsche Meisterschaften | Friedrich Wilhelm Rahe | 6:2, 6:2, 6:0           |
| 5.  | 1908  | Deutsche Meisterschaften | George K. Logie        | 6:1, 6:1, 6:3           |
| 6.  | 1907  | Irische Meisterschaften  | Thomas Douglas Good    | 0:6, 6:3, 6:4, 7:5      |
| 7.  | 1908  | London                   | Otto Froitzheim        | 7:5, 6:3, 6:4           |

### Doppel
| Nr. | Datum | Turnier                 | Partner         | Finalgegner                       | Ergebnis                |
| --- | ----- | ----------------------- | --------------- | --------------------------------- | ----------------------- |
| 1.  | 1908  | Wimbledon Championships | Anthony Wilding | Arthur Gore Herbert Roper Barrett | 6:1, 6:2, 1:6, 1:6, 9:7 |
| 2.  | 1910  | Wimbledon Championships | Anthony Wilding | Arthur Gore Herbert Roper Barrett | 6:1, 6:1, 6:2           |